# ブライアン・キース＝ルーカス
ブライアン・キース＝ルーカス (Bryan Keith-Lucas 、1912年8月1日 - 1996年11月7日) は、イギリスの政治学者である。

## 生涯
神経学者で航空計器の設計者でもあったキース・ルーカスの三男としてケンブリッジシャーのフェンディットン村に生まれた。長兄のアラン・キース＝ルーカス、次兄のデビッド・キース＝ルーカスも学者として知られており、それぞれ分野は異なるが大学教授になっている。ノーフォーク州ホルトのグレシャムズ・スクールからケンブリッジ大学ペンブルック・カレッジへ進み、歴史学と経済学を専攻した。
ロンドンのケンジントン区役所で勤務し、1937年に事務弁護士に認定された。第二次世界大戦中はバフス（ロイヤル・イースト・ケント連隊）とシャーウッド・フォレスターズ連隊に所属し、北アフリカ、イタリア、キプロスを転戦。勲功によりイギリス軍の公報に名前が記載され（en:Mentioned in Despatches）、終戦時には少佐になっていた。
戦後はノッティンガムで事務弁護士として働いていたが、1948年にオックスフォード大学で政治学と地方行政の上級講師となり、1950年に同大学ナフィールド・カレッジのフェローとなる。イギリス植民地独立への移行に向けて植民地の役人を整備することを目的とする研究を行い、シエラレオネ、モーリシャス、フィジーといった国々の独立のための憲法制定委員会のメンバーに加わり、かつてイギリス植民地だった国々へ地方行政面のアドバイスを行った。
1965年に新設されたケント大学の政治学教授に任命され、1970年から1974年にかけて同大学ダーウィン・カレッジの学長を務めた。1977年に大学を退職すると、キングズ・スクールで政治学の臨時講師として模擬裁判や模擬議会を開くなど穏やかな晩年を過ごした。

## 著作
- The English Local Government Franchise (1952)
- The Mayor, Aldermen and Councillors (1961)
- History of Local Government in England by Josef Redlich and Francis Wrigley Hirst (editor of 2nd edition, 1970)
- English Local Government in the 19th and 20th Centuries (1977)
- A History of Local Government in the 20th Century (with P. G. Richards, 1978)
- The Unreformed Local Government System (1980)
- Parish Affairs (1986)
- A Kentish Parson (with Dr G. M. Ditchfield, 1991)

## 家族
1946年にメアリー・ハードウィックと結婚し、息子が一人、娘が二人いる。